# Günter Melchior
Günter Melchior (* 14. November 1929) ist ein ehemaliger Fußballtorwart. Für den SC Chemie Halle-Leuna bestritt er zwischen 1954 und 1958 39 Spiele in der DDR-Oberliga, der höchsten Spielklasse im DDR-Fußball. 1956 wurde er mit dem SC Chemie DDR-Pokalsieger.

## Sportliche Laufbahn
Seine Laufbahn als Fußballtorwart begann Günter Melchior in der Saison 1952/53, als der bisherige Stammtorwart die viertklassige Mannschaft von Chemie Weißwasser verließ. Melchior war bisher Feldspieler gewesen, als er aber vom Trainer als Torwart getestet wurde, war er so überzeugend, dass er künftig die Nummer eins im Tor von Weißwasser war. 1954 stieg er mit seiner Mannschaft in die Bezirksliga auf, ein Jahr später in die zweitklassige DDR-Liga. Dort stand er in 24 Punktspielen für Chemie Weißwasser im Tor. Zwei Spieltage vor Saisonschluss wechselte Melchior zum Oberligisten SC Chemie Halle-Leuna, der für seinen verletzten Stammtorwart Wolfgang Meininger keinen vollwertigen Ersatz gefunden hatte und sich in akuter Abstiegsgefahr befand. Bereits drei Tage nach seinem letzten DDR-Liga-Einsatz absolvierte Melchior bereits sein erstes Oberligaspiel im Tor der Hallenser.
Der SC Chemie konnte den Abstieg nicht mehr abwenden, und so spielte Melchior ab Sommer 1955 wieder in der DDR-Liga. Zur Umstellung des DDR-Fußballbetriebs auf den Kalenderjahr-Rhythmus wurde bis zum Dezember 1955 in der DDR-Liga eine Übergangsrunde mit 13 Spielen ausgetragen, in denen Melchior zehnmal im Tor von Chemie Halle-Leuna stand. In der Saison 1956 gelang den Chemikern die sofortige Rückkehr in die Oberliga, von den 26 Punktspielen bestritt Melchior 20 Partien. Zum Saisonabschluss gewann der SC Chemie Halle-Leuna mit Melchior im Tor den DDR-Fußballpokal. In der Oberliga-Saison 1957 war Melchior mit 22 Einsätzen bei 26 Punktspielen weiterhin die Nummer eins im Hallenser Tor. 1958 bestritt er alle 13 Punktspiele der Hinrunde, tauchte danach aber nicht mehr im Aufgebot der Oberligamannschaft des neu formierten SC Chemie Halle (Fusion mit dem SC Wissenschaft Halle) auf. Er spielte auch danach nicht mehr im höherklassigen Fußball. Als 1966 der Hallesche FC Chemie gegründet wurde, übernahm Melchior im Vorstand den Bereich Finanzen und Wirtschaft.